# Bamburgh Castle

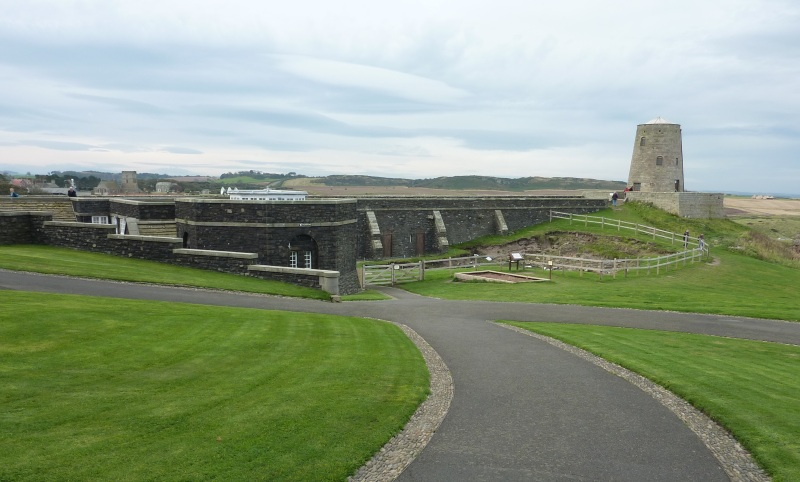
De West Ward met de achttiende-eeuwse molen.

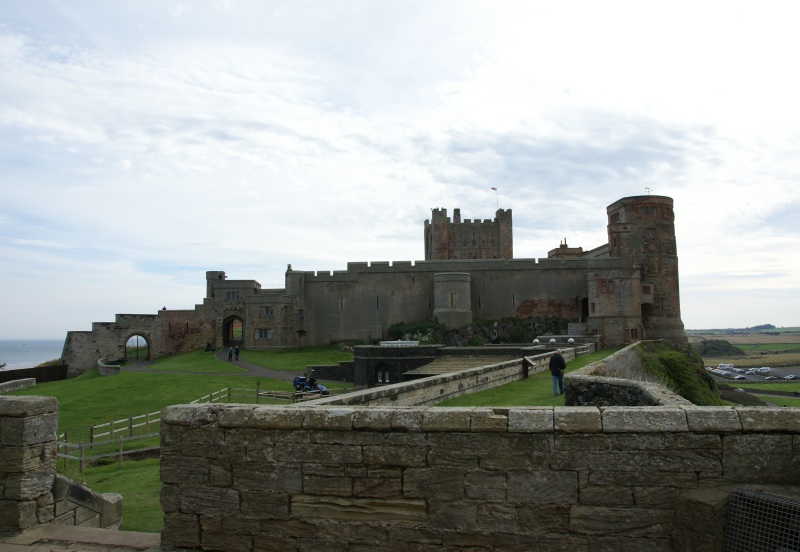
De West Ward kijkende naar het oosten met de twaalfde-eeuwse woontoren uittorenend boven de gebouwen die de West Ward scheiden van de East Ward.

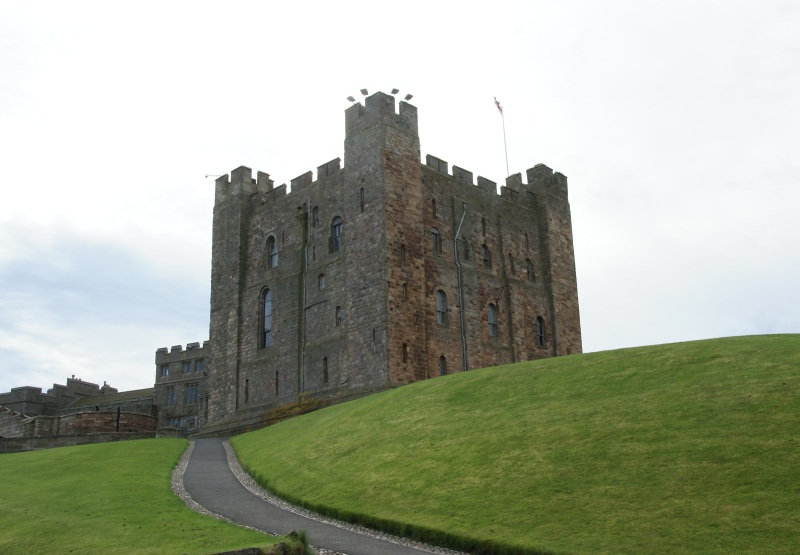
De twaalfde-eeuwse donjon gezien vanuit de East Ward.

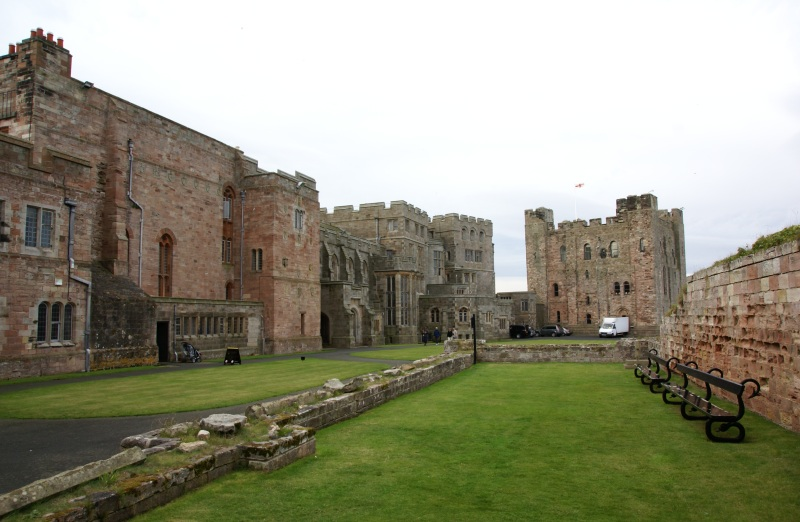
De Inner Ward gezien vanuit de kapel met links de herbouwde hal en recht vooruit de twaalfde-eeuwse donjon.

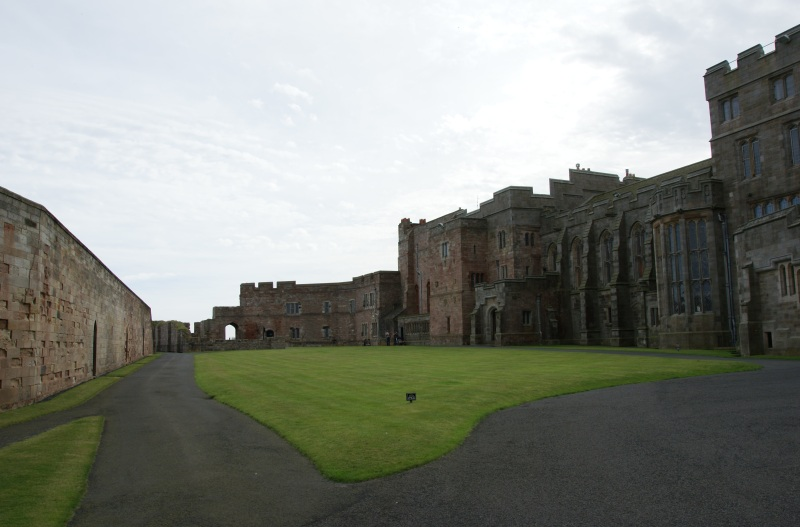
De Inner Ward vanuit het westen gezien met links de twaalfde-eeuwse kapel en rechts de herbouwde hal.

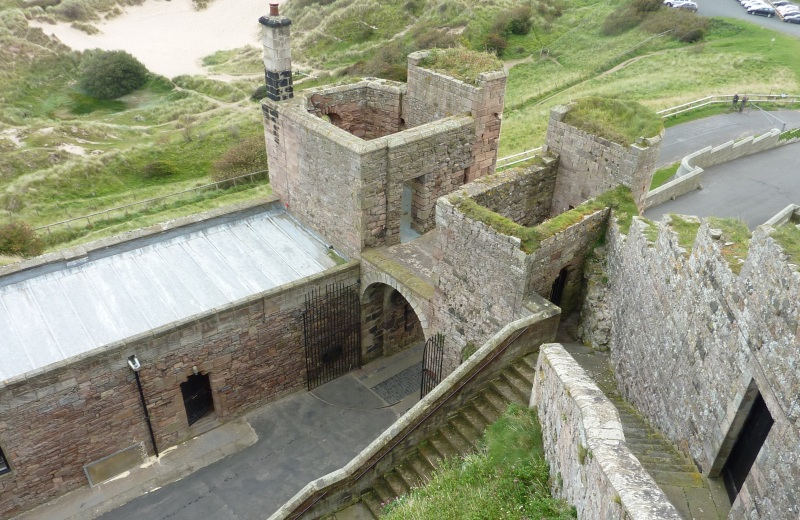
Het poortgebouw vanuit het kasteel gezien.

Bamburgh Castle is een twaalfde-eeuws kasteel gelegen in Bamburgh in de Engelse regio Northumberland. Het kasteel werd in de achttiende en negentiende eeuw uitgebreid en hersteld.

## Geschiedenis
Op de plaats waar Bamburgh Castle staat, was reeds vóór de Romeinse tijd in de IJzertijd een versterking, een zogenaamd heuvelfort. In de tijd van de Angelsaksen stond er eveneens een fort, toen Bebbanburg genoemd, en diende de plaats als koninklijk paleis van Bernicia.
Het Normandische Bamburgh Castle werd gebouwd in de twaalfde eeuw. Er zijn documenten gevonden die dateren uit 1164, maar het kasteel is vermoedelijk een aantal jaren eerder gebouwd toen het gebied onder Schots gezag viel. Het kasteelplan lijkt op dat van Carlisle Castle, dat stamt uit de jaren vijftig van de twaalfde eeuw.
De woontoren stamt uit deze tijd; de rest van het kasteel is vooral aan het einde van de achttiende eeuw en aan het einde van de negentiende eeuw aangepast en herbouwd. Delen van de grote hal gebouwd in de periode 1384-1390 door Sir John Fenwick zijn nog overgebleven.
In 1704 werd het kasteel gekocht door Lord Crewe, de bisschop van Durham. Hij liet zijn eigendommen na aan een stichting met als doel zijn eigendommen voor liefdadigheidsdoeleinden te gebruiken. In 1757 begon dr. Sharp aan de restauratie van het kasteel. Hierbij werd de woontoren weer bewoonbaar gemaakt en werden grote delen van de ringmuur herbouwd. Hij liet ook een windmolen bouwen aan de noordwestzijde van het kasteel. In het kasteel werden onder meer scholen gevestigd, een hospitaal, een tehuis voor schipbreukelingen, een bibliotheek en een graanopslagplaats.
Aan het einde van de negentiende eeuw bleken de liefdadigheidsinstellingen niet meer nodig en verkocht de stichting het kasteel aan de industrieel William George Armstrong, die Bamburgh Castle in de periode 1894-1904 liet aanpassen door architect C.J. Ferguson uit Carlisle. De belangrijkste wijziging aan het kasteel bestond uit het realiseren van een aantal grote vertrekken en appartementen aan de zuidzijde van de Inner Ward, waar ook de resten van de grote hal, de keuken en de kamers van de kapitein werden in opgenomen. De stijl is perpendicular-gotisch en vroeg-Tudor.
Bamburgh Castle werd in 1952 opgenomen in de lijst van Grade I listed buildings.

## Bouw
Bamburgh Castle ligt op een rotsverhoging van de Whin Sill en bereikt een hoogte van 46 meter. Het kasteel heeft een langwerpige plattegrond waarvan de lengteas noordwest-zuidoost loopt. Het kasteel beslaat 3,2 hectare. Eromheen ligt een grote ringmuur, die deels middeleeuws zijn, te weten de muur aan de landzijde (zuidzijde) en de fundamenten aan de zeezijde.
Het kasteel bestaat uit de twaalfde-eeuwse woontoren en drie versterkingen (baileys): de East Ward, de West Ward en de Inner Ward. De West Ward wordt gevormd door het noordwestelijk deel van het kasteel. Daaraan aansluitend bevindt zich de East Ward, die aan de zuidoostelijke zijde eindigt met de woontoren aan de zuidzijde en de weg naar de binnenpoort aan de noordzijde. Ten zuidoosten van de woontoren bevindt zich de Inner Ward.
De West Ward is min of meer driehoekig van vorm. Bij de noordwestelijke punt bevindt zich St Oswald's Gate (Poort van Sint Oswald) met ten oosten ervan een windmolen.
De West Ward wordt van de East Ward gescheiden door een deels middeleeuwse muur en een aantal gebouwen, waaronder de aan de zuidzijde gelegen klokkentoren.
De Inner Ward heeft enkel bebouwing aan de zuidzijde en de oostzijde. Aan de zuidzijde bevindt zich onder meer de Grote Hal, die ook wel King's Hall (Koningshal) wordt genoemd. Aan de oostzijde ligt de twaalfde-eeuwse kapelruïne, bestaande uit een schip, vierkant koor en apsis, alle voorzien van steunberen.
De twaalfde-eeuwse woontoren is 21,1 bij 18,9 meter in oppervlakte en 23,7 meter hoog. De toren heeft hoektorens en is op de hoeken voorzien van steunberen. Bijzonder is de hoofdingang van de toren die zich op de begane grond bevindt; dit getuigt van een gevoel van veiligheid, aangezien in deze periode toegangen in het algemeen op de eerste verdieping werden gemaakt. Het interieur van de toren werd in de achttiende eeuw aangepast. De gewelfde kelders zijn nog origineel twaalfde-eeuws. Op de eerste verdieping bevindt zich de eveneens gewelfde wapenkamer. De oostzijde van de wapenkamer heeft de vorm van een apsis en was waarschijnlijk ooit de kapel van het kasteel. In de dikte van de oostmuur bevindt zich een trap en in de noordwestelijke hoek bevindt zich een wenteltrap.
Ten noorden van Inner Ward loopt de toegangsweg die aan de oostzijde met de binnenpoort wordt afgesloten. Het gewelf van de binnenpoort is twaalfde-eeuws, de bovenbouw grotendeels negentiende-eeuws. Een weg aan de oostzijde van het kasteel leidt naar het poortgebouw dat op de zuidoostelijke hoek van het kasteel ligt. Een deel van het poortgebouw met zijn ronde hoektorens en gewelfde doorgang stamt zeker uit de Normandische tijd.

## Beheer
Bamburgh Castle is privé-eigendom van de familie Armstrong. Het kasteel is deels opengesteld voor publiek. Het kasteel heeft een museum waar onder andere voorwerpen gevonden bij opgravingen in het kasteel zijn tentoongesteld.
Bamburgh Castle figureerde in de 20e eeuw in een aantal films, waaronder Ivanhoe (1952) en Elizabeth (1998). Een digitaal gecreëerde versie van het oorspronkelijke fort speelt een belangrijke rol in de serie The Last Kingdom (2015-2023) en film The Last Kingdom: Seven Kings Must Die (2023)